# Formica comata
Formica comata es una especie de hormiga del género Formica, familia Formicidae. Fue descrita científicamente por Wheeler en 1909.
Se distribuye por los Estados Unidos. Se ha encontrado a elevaciones de hasta 2042 metros. Vive en pastos mixtos.